# 物集高見
物集 高見（もずめ たかみ、弘化4年5月28日（1847年7月10日） - 昭和3年（1928年）6月23日）は、明治から大正に活動した国学者。

## 経歴
豊後国速見郡杵築（現・大分県杵築市）に生まれる。父は国学者の物集高世で、高見はその二男三女の長男であった。幼名素太郎、後に善五郎と改める。鶯谷・菫園または埋書居士と号する。
少年時代、故郷で漢学と国学を修める。慶応元年（1866年）、長崎に出て蘭学を修める。慶応2年（1867年）に京都へ出て、玉松操に師事して国書を修める。
明治2年（1869年）に父と上京。明治3年（1870年）5月、平田銕胤の門に入り国学を修めたほか、神祇官職員の東条琴台に師事して漢学を修める。同年から神祇官の宣教史生の職を得た。
明治4年（1871年）24歳からは洋学も修める。明治5年（1872年）から教部省に出仕する（中録十等）。職務のかたわら辞書編纂を企画した。また「本邦語源考」「事物名義考」の研究発表もしている。高見の言語に対する興味は、この頃からあったと考えられる。
明治7年（1874年）杵築在の岩田なつ子と結婚する。国文法研究には英文法が必要と考え、明治8年（1875年）からは近藤真琴のもとで英語を学ぶ。教部省が廃止されたので、内務省に移る。明治12年（1879年）、内務省より月山神社宮司兼羽黒山神社・湯殿山神社宮司に任ぜられ、学習院や女子師範学校の教授をも兼務している。國學院大學の創立委員の一人として尽力した。同年、長男の物集高量が誕生する。
明治16年（1883年）1月2日、父・高世が没する。大分県杵築から帝国大学文科大学御用掛取扱（准判任官）に任ぜられる。
明治19年（1886年）3月から帝国大学教授に任ぜられる。さらに、東京師範学校（東京教育大学、筑波大学の前身）や文部省参事官を兼任する。
明治20年（1887年）1月7日、宮中御講書始めの講師を命じられる。夏、避暑先の神奈川県横浜市金沢区富岡で、宮内大臣土方久元や御歌所長高崎正風、警視総監三島通庸などの高官に会い、ある高官（松方正義ともいわれる）によって外交官に推されそうになったが謝絶した。その代わりに国語辞典「日本大辞林」編纂事業への資金援助を約束される。当時、小学校教師や警察官の月給が6〜7円だった時代において、原稿料1枚10円という超巨額の援助だった。このほか、門人下田歌子に乞われて、華族女学校の副読本を執筆したこともある。明治22年（1889年）妻と娘を病で亡くす。
明治23年（1890年）には学習院大学部（旧制）の教授も兼任する。翌年に再婚。明治28年（1895年）に勲六等瑞宝章を賜る。
明治32年（1899年）3月、日本で初の文学博士となる。同年4月、東京帝国大学文科大学の井上哲次郎の勧告で大学を退官。以後は私財を注ぎ込んで在野の学者として研究に没頭する。貧窮の中で全国を行脚して約5万冊の書物を集め、さらにその総てを読破した。大正4年（1915年）に債権者により不動産が競売にかけられて無一文となり、さらに脳貧血で倒れたが、それを新聞報道で知った軍需成金の中村精七郎が支援を申し出、『広文庫』全20巻の内の第1巻を大正5年（1916年）に広文庫刊行会より刊行、大正7年（1918年）には全巻の刊行し、1916年から1917年に全3巻の「群書索引」を刊行した。
昭和2年（1927年）2月、81歳の折には『皇學叢書』全12巻を刊行した。商業ベースの出版ではなかったが為、膨大な借財を負った。昭和3年（1928年）6月23日、自宅にて死去した。墓所は大分県杵築市の養徳寺にある。

## 家族
- 長男の物集高量も国文学者で、父子で完成させた「広文庫」などの印税を元手に放蕩無頼の人生を送り、106歳の長寿を全うした[6][7]。高量の妻の甥に矢崎泰久。
- 娘の大倉燁子（てるこ）と物集和子は共に小説家である。
- 女優の早瀬久美は高見の曾孫にあたる。

## 物集邸
文京区千駄木にあった物集邸は敷地1200坪に部屋数が二十室もあり、周囲から「団子坂御殿」と呼ばれていた。青鞜の事務所も物集邸内にあったため、現在「青鞜発祥の地」の史跡板が立っている。北区西ケ原に別荘も持っていた。いずれも1915年の競売で手放した。

## 栄典
- 1886年（明治19年）7月8日 - 従六位[9]

## 著作

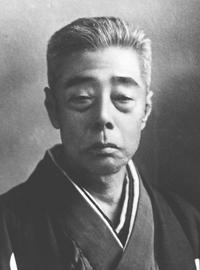
晩年の物集高見

高見の著述は多数に及ぶが、未刊行のものについては、主として『物集高見全集』（全5巻、1934年～35年）にまとめられている。以下は筧五百里「物集高見博士系図年譜及び著作目録」より。
- 『道の莠』明治3年（1870年）刊
- 『初學日本文典』明治11年（1878年）刊
- 『日本小文典』明治16年（1883年）刊
- 『かなのしをり』明治17年（1884年）刊
- 『詞遺の栞』明治17年（1884年）刊
- 『てにをは教科書』明治18年（1885年）刊
- 『かなづかひ教科書』明治18年（1885年）刊
- 『日本文明史略』九巻、明治18年（1885年）刊
- 『よゝのあと』明治18年（1885年）刊
- 『言文一致』明治19年（1886年）刊
- 『日本大辞書ことばのはやし』明治21年（1888年）刊
- 『日本大辞林』明治27年（1894年）刊
- 『標柱よつぎのうた』明治29年（1896年）刊
- 『新撰国文中学読本』十冊、明治30年（1897年）刊
- 『日本の人』明治32年（1899年）刊
- 『修訂日本文明史略』明治35年（1902年）刊
- 『勅語逢原』明治44年（1911年）刊
- 『勅語逢原演義』明治44年（1911年）刊
- 『廣文庫』二十冊、大正5年（1916年） - 大正7年（1918年）刊
- 『群書索引』三冊、大正5年（1916年）刊
- 『國體新論』大正8年（1919年）刊
- 『済時危言』大正11年（1922年）刊
- 『詠史抄』大正11年（1922年）刊
- 『源氏物語提要』大正12年（1923年）刊
- 『和歌抄』大正12年（1923年）刊
- 『忠孝譜』大正14年（1925年）刊
- 『人界の奇異・神界の幽事』大正14年10月・嵩山房刊
- 『百人一首山彦抄』大正14年（1925年）刊
- 『皇學叢書』十二巻、昭和2年（1927年）